# Mondonville-Saint-Jean
Mondonville-Saint-Jean ist eine französische Gemeinde mit 93 Einwohnern (Stand: 1. Januar 2022) im Département Eure-et-Loir in der Region Centre-Val de Loire (bis 2015 Centre). Die Gemeinde gehört zum Arrondissement Chartres und zum 2017 gegründeten Gemeindeverband Portes Euréliennes d’Île-de-France. 

## Geografie
Mondonville-Saint-Jean liegt im Norden der Landschaft Beauce, 28 Kilometer ostsüdöstlich von Chartres und etwa 70 Kilometer südöstlich von Paris. Umgeben wird Mondonville-Saint-Jean von den Nachbargemeinden Morainville im Norden, Léthuin im Osten und Nordosten, Gouillons im Osten und Südosten, Louville-la-Chenard im Süden und Südwesten sowie Ouarville im Westen.

## Bevölkerungsentwicklung
| Jahr                      | 1962 | 1968 | 1975 | 1982 | 1990 | 1999 | 2006 | 2013 |
| Einwohner                 | 62   | 57   | 62   | 51   | 56   | 58   | 85   | 88   |
| Quelle: Cassini und INSEE |      |      |      |      |      |      |      |      |

## Sehenswürdigkeiten

Kirche Saint-Martin

- Kirche Saint-Martin